# Präfekturuniversität Fukui

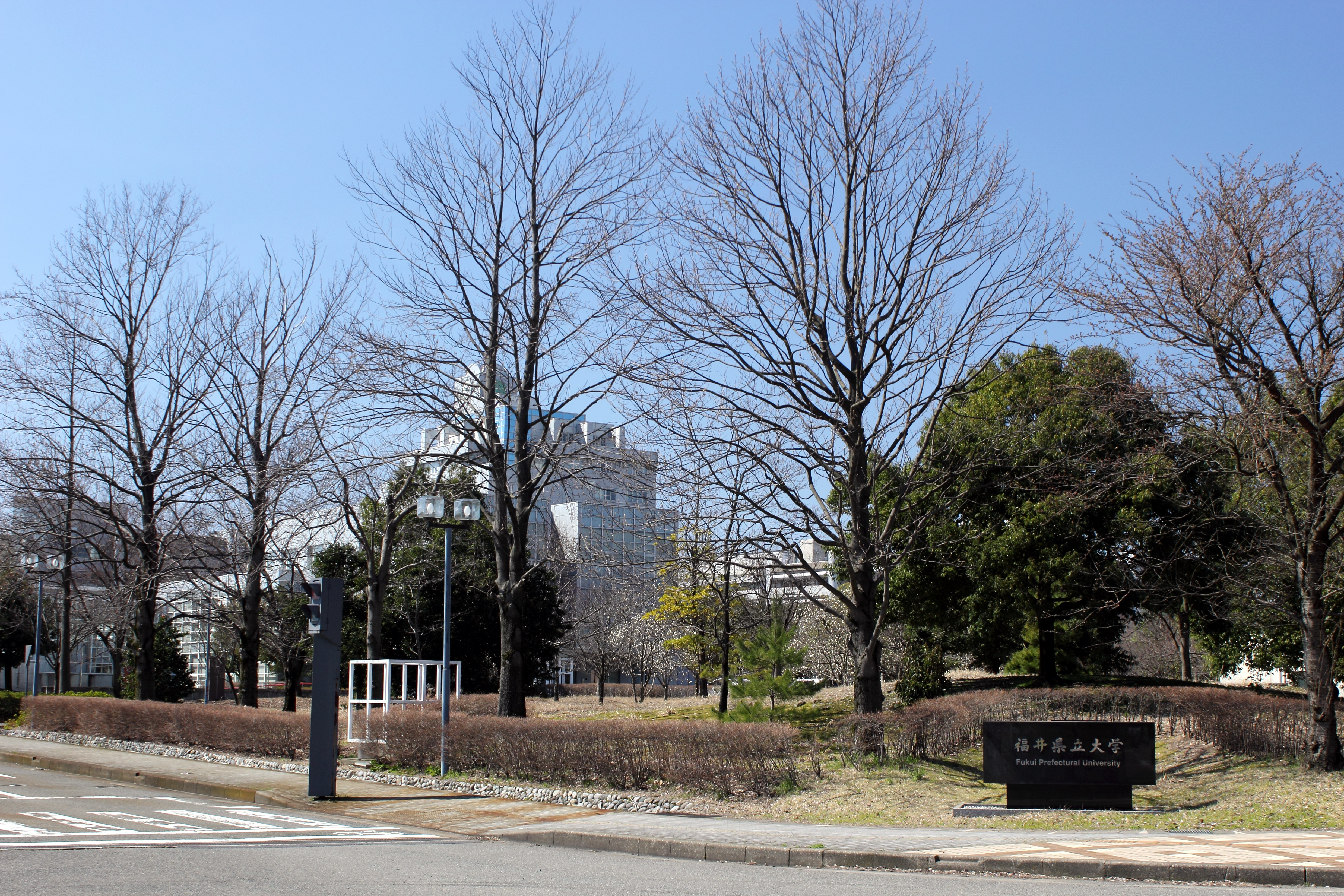
Eiheiji-Campus (2015)

Die Präfekturuniversität Fukui (japanisch 福井県立大学 Fukui-kenritsu daigaku; engl. Fukui Prefectural University, kurz: FPU) ist eine öffentliche Universität in Japan. Der Hauptcampus liegt in Eiheiji in der Präfektur Fukui.
Der Ursprung der Universität liegt im 1920 gegründeten Ausbildungskurs der Landwirtschaftlichen Techniker (農業技術員養成課程) an der Präfekturalen Landwirtschaftlichen Versuchsstation Fukui (福井県農業試験場). 1966 wurde der Ausbildungskurs zur Präfekturalen Landwirtschaftlichen Kurzhochschule Fukui (福井県農業短期大学校 Fukui-ken nōgyō tanki daigakkō, nicht gesetzliche Tanki Daigaku), 1975 dann zur Präfekturalen Kurzuniversität Fukui (福井県立短期大学 Fukui-kenritsu tanki daigaku).
1992 entwickelten die zwei Abteilungen (Landwirtschaft und Wirtschaftswissenschaften) der Kurzuniversität sich zur 4-jährigen Präfekturuniversität Fukui. 1996 richtete die Universität die Graduiertenschule (Masterstudiengänge) ein, 1998 dann die Doktorkurse. 1999 entwickelte die letzte Abteilung der Kurzuniversität (Pflegewissenschaft) sich zur Fakultät für Pflege- und Wohlfahrtswissenschaft, und 2001 wurde die Kurzuniversität geschlossen.
Einrichtung der Fakultät für Dinosaurier-Wissenschaften (恐竜学部 Kyōryū gakubu) im April 2025 ist geplant.

## Fakultäten
- Eiheiji-Campus (in Eiheiji, Präfektur Fukui, 36° 6′ 34,9″ N, 136° 16′ 37,7″ OKoordinaten: 36° 6′ 34,9″ N, 136° 16′ 37,7″ O):
  - Fakultät für Wirtschaftswissenschaften
  - Fakultät für Bioscience und Biotechnology (生物資源学部)
    - Abteilung für Bioscience und Biotechnology

  - Fakultät für Pflege- und Wohlfahrtswissenschaft
    - Abteilung für Pflegewissenschaft
    - Abteilung für Wohlfahrtswissenschaft

- Awara-Campus (in Awara, Präfektur Fukui, 36° 14′ 32,1″ N, 136° 11′ 48,2″ O):
  - Fakultät für Bioscience und Biotechnology
    - Abteilung für Nachhaltige Landwirtschaft (創造農学科, Department of Sustainable Agriculture)[6]

- Obama-Campus (in Obama, Präfektur Fukui, 35° 30′ 40,4″ N, 135° 45′ 32,7″ O):
  - Fakultät für Meeresbiologie und -technologie (海洋生物資源学部, Faculty of Marine Science and Technology)
    - Abteilung für Meeresbiologie und -technologie

- Katsumi-Campus (in Obama, Präfektur Fukui, 35° 32′ 19,5″ N, 135° 43′ 6,8″ O):
  - Fakultät für Meeresbiologie und -technologie
    - Abteilung für Fortgeschrittene Aquakultur (先端増殖科学科, Department of Advanced Aquaculture Science)